# Betta livida
Betta livida — тропічний прісноводний вид риб з родини осфронемових (Osphronemidae), підродина макроподових (Macropodusinae).
Назва виду походить від латинського lividus, що означає «ревнощі, заздрість», маються на увазі зелені очі цих риб.
Належить до групи споріднених видів B. coccina, яка включає B. coccina, B. tussyae, B. persephone, B. rutilans, B. brownorum, B. livida, B. miniopinna, B. burdigala, B. uberis та B. hendra. Термін «група видів» означає сукупність видів, що мають спільний набір діагностичних ознак, у даному випадку група має ще й монофілетичне походження.

## Опис
Як і решта представників групи B. coccina, Betta livida — це маленька струнка рибка з видовженим тілом. Розмір дорослих особин становить 30-40 мм стандартної (без хвостового плавця) довжини. Розмір голотипа 29,0 мм стандартної довжини (38,8 мм загальної довжини).
У спинному плавці 9-13 променів, в анальному плавці 25-31 промінь, черевні плавці нитчасті, серпоподібні, з широким кінчиком. 30-31 луска в бічній лінії.
Забарвлення тіла та плавців червоне з переливчастою зеленою плямою на боці в самців і самок, яка з віком зникає. На зябрових кришках присутні дві золотаві паралельні вертикальні смуги. Центральні частини плавців вкриті окремими блискучими зеленими цятками, кінчики черевних плавців виблискують зеленими барвами.
Самці зазвичай забарвлені інтенсивніше. Крім того, вони мають гостріший спинний та довший анальний плавець. Самки кругліші, мають ніжно-червоне забарвлення.

## Поширення
Betta livida походить з Півострівної Малайзії, зустрічається на півночі штату Селангор, а також на півдні Пераку. Орієнтовна територія поширення становить 3050 км².
Зустрічається B. livida в чорноводних струмках і ставках серед торфових болотних лісів. Живе на добре затіненому мілководді (до 1 м) серед густої рослинності. На дні переважає шар опалого листя або детриту. Трапляється, як правило, в місцях із повільною течією. Через наявність гумінових кислот та інших хімічних речовин, що виділяються при розкладанні органічного матеріалу, вода зазвичай має темне забарвлення.
Згідно одного із звітів, вода у водоймі, де ловили Betta livida, мала колір чаю й була дуже кислою (показник pH становив 3,5-3,7). На її більш відкритих ділянках жили Anabas testudineus, Belontia hasselti, Sphaerichthys osphromenoides, Trichogaster leeri, T. pectoralis, T. trichopterus, Trichopsis vittata, ще неописаний на той час представник групи видів B. waseri, Helostoma temminckii, Luciocephalus pulcher. В іншій місцевості струмок, де мешкала B. livida, протікав серед панданів, вода в ньому була прозорою, мала світло-коричневий колір, а показник рН становив 4,5-5,5; тут жили також Parosphromenus harveyi та інші види риб.
Селангор є одним із найрозвиненіших штатів Малайзії, тут відбувається широкомасштабне перетворення торфових болотних лісів на сільськогосподарські угіддя. На більшій частині природного ареалу Betta livida місця проживання виду були зруйновані або пошкоджені через відведення земель під плантації олійної пальми та каучуку. Не проводиться жодних природоохоронних заходів для збереження цього виду.

## Розмноження
У період розмноження самець будує порівняно невелике гніздо з піни, під яким відбувається нерест. Під час будівництва він агресивно відганяє самку й переслідує її. Від 20 до 50 ікринок відкладається в типових для осфронемових обіймах. Самець або обоє батьків доглядають за гніздом. Вони також у перші дні охороняють мальків.

## Утримання в акваріумі
Краще не тримати Betta livida разом із іншими видами риб. Тільки тоді цей чудовий, але рідкісний вид почуватиметься добре. Найкращим варіантом є група з 2 самців та 2-3 самок. Акваріум для них має бути не менше 60 см завдовжки, але й не занадто великим; важливо лише, щоб у ньому вистачало місць, де можна заховатись (печери та рослини). Для пари риб вистачає акваріума місткістю 20 літрів із рівнем води 10-15 см.
Betta livida походить з чорноводних середовищ і повинна мати м'яку кислу (pH 3,5-5) воду, яка добре фільтрується. Раз на два тижні 10 % води оновлюють на свіжу з такими самими характеристиками. На дно кладуть сухе листя дуба. Температуру підтримують в межах 22-26 °C.
Вид боязкий і не любить яскравого світла. Тому рекомендується густо засадити акваріум рослинами, яким не потрібно багато світла. Це може бути таїландська папороть, яванський мох.
З годівлею Betta livida проблем не виникає. Беруть будь-який дрібний живий корм, додатково їм дають заморожені корми.
Для розведення потрібна сумісна пара, що набрала добрих кондицій. Сезон нересту припадає на кінець вересня — середину березня. В нерестовищі самка повинна мати схованки, до яких вона зможе втікти від переслідувань з боку самця. Ікра відкладається порціями, в тісних обіймах. Після кожного акту самець збирає ікринки та вкладає їх до гнізда. Всього за нерест буває від 20 до 50 ікринок. Обоє батьків (або лише самець) доглядають за кладкою.
Мальки починають вільно плавати приблизно на четвертий день; вони розпливаються по всьому акваріуму, хоча більшість ховається в найтемніших куточках. Мальки дуже малі, тому їх починають годувати інфузоріями, коловертками, оцтовими нематодами. Через 7-10 днів вони вже здатні приймати наупліуси артемій. Рекомендується тримати мальків разом із батьками; за спостереженнями, це запобігає спалаху оксамитової хвороби, яка часто загрожує малькам протягом перших 2-3 тижнів. Молодь доволі швидко росте. Коли рибкам виповнюється 3 місяці, вони зовні вже нагадують дорослих риб.
Пара може нереститися кілька разів протягом шести й більше тижнів, наповнюючи акваріум мальками різної величини. Щоб уникнути канібалізму, старших мальків пересаджують в інший акваріум.
В неволі B. livida може жити 3 роки й більше.

## Відео
- Betta Livida Pair - Rare Wild Betta (02-12) (Aussie19) на YouTube by  Fishchick Aquatics